# Vanguard (Schiff, 1790)
Die Vanguard, auch HMS Vanguard, war ein 74-Kanonen-Linienschiff (Zweidecker) dritten Ranges der Arrogant-Klasse der britischen Royal Navy und das sechste Schiff dieses Namens. Das 1787 in Deptfort vom Stapel gelaufene Schiff diente zeitweise als Flaggschiff Admiral Nelsons.

## Geschichte
Der erste Kommandant war Sir Andrew S. Hammond. 1797 wurde die Vanguard unter dem Kommando von Kapitän Edward Berry das Flaggschiff der Flotte Horatio Nelsons. 1798 wurde die Flotte von Admiral John Jervis ins Mittelmeer beordert, wo sie im Mai in einen schweren Sturm geriet. Die Vanguard verlor Vor- und Hauptmast und wurde bis in den Golfe du Lion getrieben. Erst einen Tag später wurde sie von der HMS Alexander in Schlepp genommen und brach für die notwendigen Reparaturen nach Sardinien auf, wo sich die Flotte sammelte.

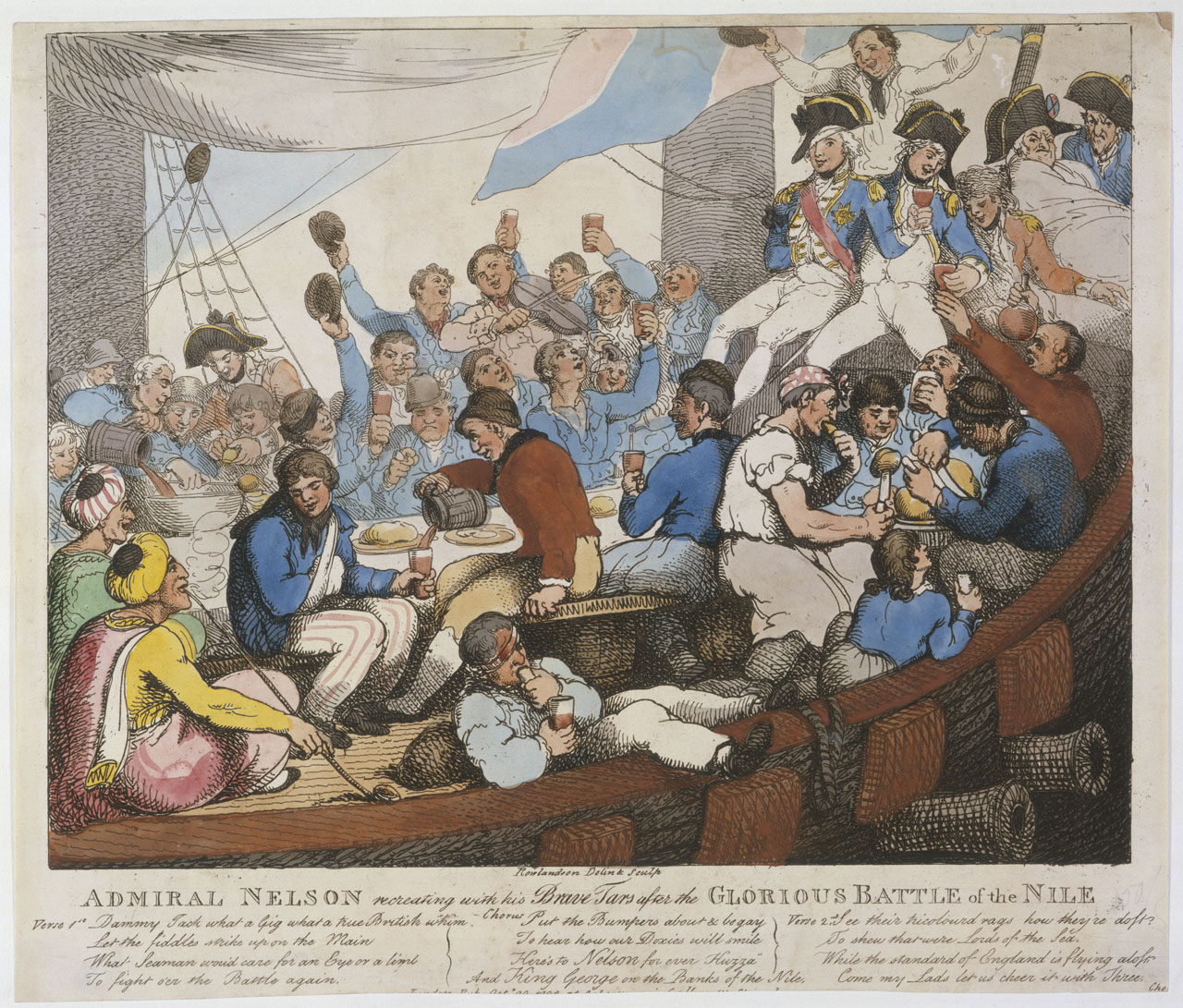
Der Druck zeigt Nelson bei der Siegesfeier nach der Schlacht mit seinem Männern an Bord der Vanguard. Nelson wurde am Kopf verwundet und es ist eine Bandage unter seinem Hut zu erkennen.

Am 1. August 1798 nahm das Schiff an der Seeschlacht bei Abukir teil, in der Napoleons Expeditionsflotte vernichtend geschlagen wurde. Im Gefecht verlor die Vanguard drei Offiziere und 20 Matrosen. Auch Captain Taddy starb mit sieben seiner Seesoldaten. Unter den Opfern war auch J. Campbell, Nelsons Sekretär. Nelson selbst und 68 weitere Besatzungsmitglieder wurden verwundet.
Nach der Schlacht segelte die Flotte nach Neapel, wo die erlittenen Schäden behoben wurden. Im September übernahm Thomas Masterman Hardy das Kommando über das Flaggschiff.
Unter der Leitung von Thomas Hardy wurde am 21. Dezember 1799 ein Landungstrupp, der aus Booten der Vanguard und anderer Schiffe des Verbandes bestand, entsandt, um Mitglieder der sizilianischen königlichen Familie und weitere Personen zu evakuieren, nachdem die baldige Einnahme Neapels durch napoleonische Truppen drohte. Etwa 600 Personen konnten von Nelsons Flotte nach Palermo verschifft werden.
Am 6. Juni 1799 wurde das neu gebaute 80-Kanonen Schiff Foudroyant Nelsons neues Flaggschiff wohin er Thomas Hardy als Flaggkapitän mitnahm. Neuer Kommandant der Vanguard wurde William Brown. 1800 wurde das Schiff vorübergehend außer Dienst gestellt.
Bereits 1801 wurde sie reaktiviert und der Ostseeflotte unter Admiral Pole zugeteilt. 1803 operierte die Flotte vor Jamaika, wo die Vanguard zusammen mit der HMS Bellerophon im Gefecht gegen mehrere französische Linienschiffe die Dusquesne aufbringen konnte.
1805 wurde die Vanguard erneut ausgemustert, bevor sie 1807 generalüberholt wurde und 1808 Konteradmiral Thomas Bertie als Flaggschiff diente.
1812 wurde sie zum Gefangenen-Schiff und 1814 zur Pulver-Hulk. 1821 wurde sie schließlich abgebrochen.